# Il santo Graal (saggio)
Il santo Graal (The Holy Blood and The Holy Grail) è un controverso saggio scritto da Michael Baigent, Richard Leigh e Henry Lincoln, pubblicato in Italia nel 1982 da Mondadori.
Il libro venne pubblicato per la prima volta nel 1982 da Jonathan Cape a Londra, come seguito non ufficiale dei tre documentari della BBC TV, facenti parte della serie Chronicle. Il seguito del libro, L'eredità messianica ("The Messianic Legacy"), fu pubblicato nel 1987. Il lavoro originale fu ripubblicato in edizione rilegata e illustrata nel 2005. Uno dei libri, secondo gli autori, che influenzò il progetto fu L'Or de Rennes ("L'oro di Rennes", poi ripubblicato come Le Trésor Maudit, "Il tesoro maledetto"), un libro del 1967 scritto da Gérard de Sède, con la collaborazione di Pierre Plantard.
In questo libro, gli autori avanzarono l'ipotesi che il Gesù storico sposò Maria Maddalena, ebbe uno o più figli, e che quei figli o i loro discendenti emigrarono in quella che è oggi la Francia meridionale. Ivi giunti, essi si sposarono con membri di famiglie nobili che sarebbero divenute infine la dinastia Merovingia, le cui rivendicazioni speciali al trono di Francia vengono sostenute da una società segreta chiamata Priorato di Sion.
In realtà già nel XII secolo il monaco Pièrre des Vaux-de-Cernay, riferendosi ai Catari, cristiani gnostici che vivevano nel Sud della Francia, scriveva: "Gli eretici dichiaravano che Santa Maria Maddalena era la concubina di Gesù Cristo".
L'ipotesi della linea di sangue di Gesù secondo la quale il Gesù storico avrebbe sposato Maria Maddalena e avuto una figlia da lei venne portata alla ribalta da Donovan Joyce nel suo libro del 1973 The Jesus Scroll.
In un libro del 1977, Jesus died in Kashmir: Jesus, Moses and the ten lost tribes of Israel, Andreas Faber-Kaiser esaminò la leggenda secondo cui Gesù incontrò una donna del Kashmir, la sposò ed ebbe da lei diversi figli. L'autore intervistò anche il fu Basharat Saleem il quale dichiarava di essere un discendente kashmiro di Gesù.
Michael Baigent, Richard Leigh, e Henry Lincoln affermarono: 
La divulgazione del dibattuto contenuto del cosiddetto Vangelo della moglie di Gesù, avvenuta a Roma nel settembre del 2012, ha riportato alla ribalta il tema della relazione tra Gesù e Maria Maddalena. Il Vangelo della moglie di Gesù è un piccolo frammento di un antico papiro che riporta un brano in lingua copta che include le parole: "Gesù ha detto loro: 'mia moglie ...' ". Il frammento è una copia del IV secolo di ciò che si pensa essere "un vangelo scritto in greco, probabilmente nella seconda metà del II secolo." Nel 2016 tuttavia tale vangelo è stato riconosciuto come un falso a tutti gli effetti, realizzato probabilmente da un controverso imprenditore tedesco-americano.
Un best seller internazionale fin dalla sua prima uscita, Il Santo Graal suscitò l'interesse verso un certo numero di idee correlate alla sua tesi principale. La risposta da parte degli storici e dagli studiosi professionisti nelle materie correlate fu universalmente negativa. Essi sostennero che la massa di affermazioni, antichi misteri, e teorie cospirative presentate come fatti reali sono pseudostorici. Ciononostante, queste idee furono considerate sufficientemente blasfeme perché il libro venisse bandito in alcuni paesi cattolici come le Filippine.
In una recensione al libro per The Observer, il critico letterario Anthony Burgess scrisse: "È tipico della mia anima non rigenerabile il fatto che io veda questo come un tema meraviglioso per un romanzo". Ventun anni dopo, il tema de Il Santo Graal sarebbe stato romanzato con successo da Dan Brown nel suo romanzo del 2003 Il codice da Vinci, usando perfino i cognomi di Richard Leigh e Michael Baigent per il personaggio Leigh Teabing (il cui cognome è l'anagramma di Baigent). I tre autori querelarono Brown per plagio ma persero la causa.

## Background
Dopo aver letto Le Trésor Maudit, Henry Lincoln convinse la BBC Two, produttrice del programma televisivo storico-archeologico "Chronicle" a realizzare una serie di documentari che divennero molto popolari generando migliaia di risposte. Lincoln fuse le sue forze con quelle di Michael Baigent e Richard Leigh per ulteriori ricerche. Ciò portò questi autori a scoprire gli pseudostorici Dossier segreti custoditi nella Biblioteca nazionale di Francia, i quali, benché sostenessero di descrivere centinaia di anni di storia medievale, in realtà erano stati vergati da Pierre Plantard e Philippe de Chérisey sotto lo pseudonimo di "Philippe Toscan du Plantier". Ignari del fatto che i documenti fossero falsi, Baigent, Leigh, e Lincoln li utilizzarono come fonte principale per il loro libro del 1982 Il Sacro Graal.
Paragonandosi ai reporter che avevano svelato lo scandalo Watergate, gli autori sostengono che soltanto attraverso una "sintesi speculativa è possibile discernere la sottostante continuità, la trama unificata e coerente che conduce al cuore di ogni problema storico." Per fare ciò, è necessario comprendere che "non è sufficiente limitarsi esclusivamente ai fatti reali."
Ne Il Santo Graal, Baigent, Leigh, e Lincoln presentarono i seguenti miti come fatti a sostegno delle loro ipotesi:
- esiste una società segreta nota come Priorato di Sion, che ha una lunga storia risalente al 1099, e ha avuto una lunga serie di illustri Gran Maestri compresi Leonardo da Vinci, Victor Hugo e Jean Cocteau;
- essa fondò i Cavalieri templari come suo braccio militare e finanziario;
- essa ha il compito di installare la dinastia Merovingia, che governò i Franchi dal 457 al 751, sul trono di Francia e del resto d'Europa.

Gli autori reinterpretarono i Dossier segreti alla luce del loro interesse a sminuire la lettura istituzionale della Chiesa Cattolica Romana della storia Giudeo-Cristiana. Contrariamente alle tesi iniziali franco-israelite di Plantard, secondo cui i Merovingi discendevano soltanto dalla tribù di Beniamino gli autori sostengono che:
- il Priorato di Sion protegge gli appartenenti alla dinastia merovingia perché essi possono essere i discendenti del Gesù storico e della sua ipotetica moglie, Maria Maddalena, fatti risalire al re Davide; e
- la Chiesa ha cercato di eliminare i membri sopravviventi della dinastia e il loro supposti guardiani, i Catari e i Cavalieri templari, in modo che i papi potessero mantenere la cattedra episcopale attraverso la successione apostolica di San Pietro senza timore che esso venisse usurpato da un antipapa proveniente dalla successione ereditaria di Maria Maddalena.

Gli autori pertanto conclusero che gli scopi moderni del Priorato di Sion sono:
- la rivelazione pubblica del Santo Graal - un segreto legato al tesoro perduto del Tempio di Gerusalemme - che faciliterebbe il ripristino della dinastia merovingia in Francia;
- l'instaurazione di "Stati Uniti d'Europa" teocratici, come un intreccio di monarchie popolari, che re-istituzionalizzerebbero la cavalleria, e sarebbero unificate politicamente e religiosamente attraverso il culto imperiale di un re sacro merovingio, che occupi sia il trono d'Europa sia la Santa Sede;
- il trasferimento del governo dell'Europa e della sua sfera d'influenza al Priorato di Sion attraverso un parlamento federale.

Gli autori incorporarono altresì nel loro libro un trattatello antisemitico e anti-massonico noto come Protocolli dei Savi di Sion, concludendo che esso si riferiva effettivamente alle attività del Priorato di Sion. Essi lo presentarono come la più persuasiva prova dell'esistenza e delle attività del Priorato affermando che: 
- il testo originale su cui la versione pubblicata dei Protocolli degli Anziani di Sion si basava non aveva nulla a che fare con la cospirazione sionista. Esso originava da una struttura massonica appartenente al Rito della Stretta Osservanza, che incorporava la parola "Sion" nel suo nome;
- dopo un fallito tentativo di guadagnarsi l'influenza alla corte dello zar Nicola II di Russia, Sergei Nilus modificò il testo originale per forgiare un trattatello infiammatorio nel 1903 allo scopi di screditare la cricca esoterica che gravitava intorno a Papus implicando che essi fossero cospiratori giudaico-massonici;
- alcuni elementi cristiani esoterici nel testo originale furono ignorati da Nilus e quindi rimasero immutati nella frottola antisemitica che lui aveva pubblicato.

## Critica
Umberto Eco, nella rubrica La bustina di Minerva, ne «L'Espresso» del 23 agosto 2001, p. 166, elencando i libri che raccontano panzane sui Templari, indicava Il santo Graal di Baigent, Leigh e Lincoln come "il modello di fantastoria più sfacciato", affermando riguardo agli autori che "la loro malafede è così evidente che il lettore vaccinato può divertirsi come se facesse un gioco di ruolo".

## Edizioni
- Michael Baigent, Richard Leigh, Henry Lincoln, Il Santo Graal, traduzione di Roberta Rambelli, collana Scie N. Str., Arnoldo Mondadori Editore, 2003,  p. 488, ISBN 978-88-04-52923-1.

- Michael Baigent, Richard Leigh, Henry Lincoln, Il Santo Graal, traduzione di Roberta Rambelli, collana Bestsellers, Arnoldo Mondadori Editore, 2004,  pp. 602, ISBN 978-88-04-53488-4.

- Michael Baigent, Richard Leigh, Henry Lincoln, Il Santo Graal, traduzione di Roberta Rambelli, collana Bestsellers, Arnoldo Mondadori Editore, 2005,  p. 600, ISBN 978-88-04-54957-4.

- Michael Baigent, Richard Leigh, Henry Lincoln, Il Santo Graal (edizione speciale illustrata), traduzione di Roberta Rambelli, collana Scie N. Str., Arnoldo Mondadori Editore, 2005,  p. 520, ISBN 978-88-04-55273-4.